# Lijst van burgemeesters van Hoenkoop
Dit is een lijst van burgemeesters van de voormalige Nederlandse gemeente Hoenkoop tot die in 1970 opging in de gemeente Oudewater.
| Ambtsperiode | Naam burgemeester                              | Partij of stroming | Bijzonderheden |
| ------------ | ---------------------------------------------- | ------------------ | --- |
| 18?? - 1850  | W.H.J. Cambier van Nooten                      |                    | |
| 1850 - 1852  | Sebastiaan Ignatius van Nooten                 |                    | tevens burgemeester van Lopik (1848-1878), Cabauw (1850-1857), Zevender (1850-1857), Willige Langerak (1849-1878) en Jaarsveld (1852-1878) |
| 1852 - 1868  | J. Lemstra van Buma                            |                    | was tevens tijdens (deel?) van deze periode burgemeester van Noord- en Zuid-Polsbroek (vanaf 1857 Polsbroek), Benschop en Willeskop        |
| 1869 - 1899  | J.A. van Buma                                  |                    | tevens burgemeester van Polsbroek, Benschop en Willeskop, zoon van voorganger                                                              |
| 1899 - 1927  | R. van Beusekom                                |                    | tevens burgemeester van Polsbroek en Benschop                                                                                              |
| 1927 - 1935  | jhr.mr. Petrus Willem Constantijn van der Goes |                    | tevens burgemeester van Polsbroek en Benschop                                                                                              |
| 1935 - 1962  | C.L. Schreuders                                | ARP                | tevens burgemeester van Polsbroek en Benschop                                                                                              |
| 1962 - 1970  | Dries (D.) Zielhuis                            | ARP                | tevens burgemeester van Polsbroek en Benschop (beide tot 1979), eerder waarnemend burgemeester van Waarder, Barwoutswaarder en Rietveld    |